# Karttecken inom orientering

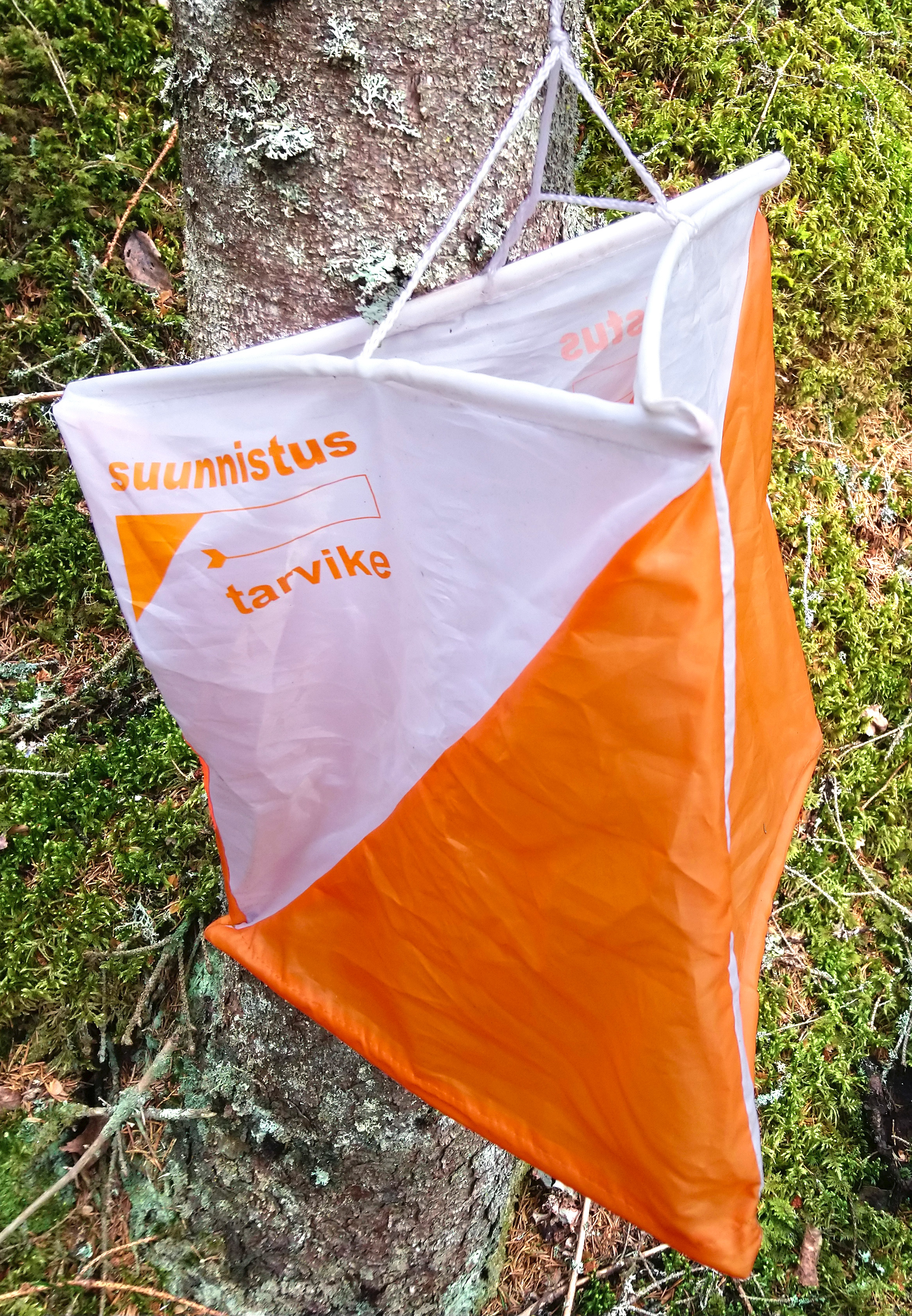

Karttecken, alternativt kontrollföremål  inom orienteringssporten är de olika kategorier kontrollpunkter och tecken på kartan under orientering. Kontrollföremålen kan antingen vara människoföremål i terrängen, såsom ett hus eller ett staket, eller punkter som har uppstått av naturen, såsom exempelvis en sten eller en brant.

## Lista över kontrollföremål
I orientering finns många olika kontrollföremål, här sorteras de efter färg.

### Bruna kontrollföremål

#### Höjd

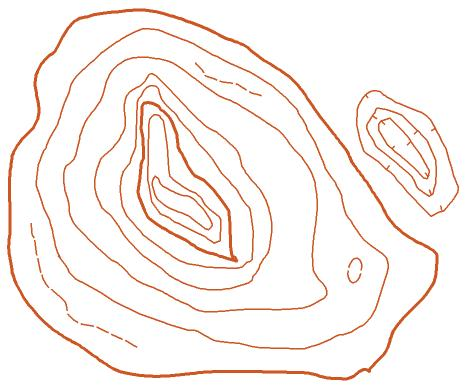
Olika sorters höjdkurvor

Markeras med bruna ringar på kartan, fler ringar ju högre höjden är, ju tätare ringar desto brantare är det. 

#### Gropar
Markeras med ett brunt V, U eller höjdkurvor med små streck på kartan. Ett brunt V är en grävd grop och ett brunt U är en naturlig grop. Om de bruna ringarna har små streck inåt är det en större grop, botten mot de små strecken.

#### Punkthöjd
Markeras med en liten brun prick på kartan.

#### Stor väg/Motorväg
Markeras med ett brunt område med svarta streck på kanterna på kartan. Asfaltsvägar är bruna, grus, små asfaltsvägar och skogsvägar är svarta (se "Stig").

### Svarta kontrollföremål

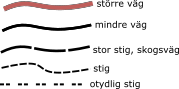
Väg-stig

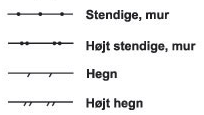
Murar och staket (På danska)

#### Sten
Markeras med en svart punkt på kartan, med olika storlek beroende på hur stor den är i verkligheten.

#### Stig
Markeras med streckad svart linje på kartan, olika tjocklek, olika storlek på stigen.

#### Hus
Markeras med en svart figur på kartan, med samma form som huset har i verkligheten.

#### Ruin
Markeras med ett svart streck med samma form som ruinen.

#### Brant
Markeras med en svart kam på kartan.

#### Staket
Markeras med ett svart streck med små sneda streck på kartan. Ett snedstreck betyder att man kan komma över det, två sneda streck betyder att man inte kan passera det.

#### Murar
Markeras med ett svart streck med svarta prickar på kartan.

#### El-ledning
Markeras med ett smalt svart streck med horisontella linjer på kartan, ej att förväxla med järnvägsspår.

#### Järnvägsspår
Markeras med ett tjockt svart streck med horisontella linjer på kartan, ej att förväxla med el-ledning.

#### Stenröse
Markeras med en svart cirkel med en prick i mitten på kartan.

#### Skjutbana
Markeras med en svart pil med ett streck i toppen på kartan. Strecket är skjutpunkterna och pilen är skjutriktningen. 

#### Rörledning
Markeras med ett svart streck med små pilar på kartan. Pilarna visar riktningen i vilken innehållet i rörledningen transporteras. 

#### Litet torn
Markeras med ett svart T på kartan.

### Blåa kontrollföremål

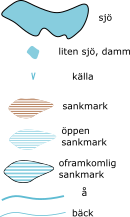
Vattendrag

(vatten)

#### Sjö
Markeras med en blå figur på kartan, med samma form som sjön i verkligheten. Om sjön har ett svart streck är det INTE tillåtet att passera/simma över sjön.

#### Sankmark
Markeras med streckad blå linje på kartan, med samma form som i verkligheten, strecken är horisontella på kartan. Om det är ett svart streck runt sankmarken är det INTE tillåtet att passera det.

#### Brunn
Markeras med en liten blå ring eller en blå kvadrat på kartan.

### Övriga kontrollföremål

#### Grönområde
Markeras med grönt på kartan, mer grönt, mer tätt.

#### Träd
Markeras med små gröna ringar på kartan, används oftast på sprintorientering.

#### Gräsmattor/Åkrar
Markeras med gul färg på kartan.